# 인베이젼 2020
《인베이젼 2020》(러시아어: Вторжение)은 2020년 개봉한 러시아의 SF 스릴러 영화로, 2017년작 《어트랙션》의 후속작이다. 전편과 마찬가지로 표도르 본다르추크 감독이 연출했다.

## 줄거리
지구의 80%를 차지하는 물, 그들이 그것을 무기로 삼았다!
인류는 생존할 수 있을 것인가!
첫 우주 침공으로부터 3년이 지난 지구.
인류는 상처를 이겨내고 조금씩 평범한 일상으로 돌아가고 있다.
그러나 평화도 잠시, 불길한 징조와 함께 다시금 그들이 모습을 드러냈다.
물이 존재하는 그 어느 곳도 안전하지 않은 상황.
하지만 인류는 반드시 이겨낼 것이다!

## 출연진
- 이리나 스타르셴바움 - 율리야 레베데바
- 알렉산드르 페트로프 - 아르툠 트카초프
- 리날 무하메토프 - 헤콘
- 올레크 멘시코프 - 발렌틴 레베데프
- 세르게이 가르마시 - 비체프레미예르
- 유리 보리소프 - 이반 코로바노프
- 예브게니 미헤예프 - 구글
- 세르게이 브릴료프 - 베두시
- 유리 바투린 - 크릴료프